# Mark Hambourg
Mark Hambourg (ur. 31 maja lub 1 czerwca 1879 w Boguczarze, zm. 26 sierpnia 1960 w Cambridge) – rosyjski pianista.

## Życiorys
Syn Michaiła. Gry na fortepianie uczył się u ojca, debiutował publicznie w wieku 9 lat z orkiestrą filharmonii moskiewskiej. W 1890 roku wystąpił w Londynie w obecności Ignacego Jana Paderewskiego, który sfinansował jego dalszą naukę u Teodora Leszetyckiego w Wiedniu. Koncertował w Australii (1895–1896), Niemczech (1897) i Ameryce Północnej (1898–1899). W 1895 roku osiadł w Londynie i przyjął brytyjskie obywatelstwo.
Jako pianista wykonywał szeroki repertuar, od muzyki okresu baroku po utwory XX-wieczne, szczególnym upodobaniem darzył twórczość Fryderyka Chopina i Ferenca Liszta. Preferował bardziej formę recitalu niż występy z orkiestrami, często wprowadzał autorskie poprawki do partytur. Dokonał około 60 nagrań płytowych dla wytwórni HMV, w tym jednych z pierwszych rejestracji utworów Ludwiga van Beethovena i Piotra Czajkowskiego. Opublikował prace How to Play the Piano (Filadelfia 1922), From Piano to Forte: A Thousand and One Notes (Londyn 1931) i The Eighth Octave (Londyn 1951).